# Lélio (maschera)

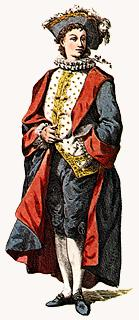
Lelio. (Maurice Sand, Masques et bouffons (comédie italienne), 1860.)

Lélio è una maschera della commedia dell'arte.
Lélio rappresenta l'innamorato felice, ricambiato dalla donna che ama (spesso l'innamorata Isabella, maschera basata su Isabella Andreini), sempre amichevole e allegro, con un pizzico di comicità. Di rango aristocratico, questa importante caratteristica è sottolineata dal suo abito molto ricercato di cortigiano.
Questa maschera ebbe origine grazie a Giovan Battista Andreini, prolifico autore e attore nella Compagnia dei Fedeli, figlio primogenito di Francesco e Isabella Andreini, che ne fu primo interprete e da cui la maschera prese il nome, poiché Lelio era lo pseudonimo usato dal drammaturgo stesso per firmare i suoi testi teatrali.
Diversi attori interpretarono questo ruolo a Parigi, in particolare Luigi Riccoboni e suo figlio Antoine-François Riccoboni, ribattezzato per tale motivo "Lélio fils".
Molière ha rappresentato la figura di Lélio in due delle sue commedie, l'Étourdi e Il cornuto immaginario. Marivaux lo usò nel Surprise de l'amour e nel Prince travesti.